# Панграни, Андре
Андре Панграни (фр. André Pangrani; 24 июля 1965, Антиб, Приморские Альпы, Франция — 31 июля 2016, Москва, Российская Федерация) — французский писатель и издатель, известен под псевдонимом Anpa.

## Биография
Жизнь и творчество Панграни неразрывно связаны с островом Реюньон. Был редактором журнала Le Cri du Margouillat. C 1995 по 2002 год возглавлял реюньонский театр Воллара. В последние годы издавал литературный журнал Kanyar. Являясь одним из ярчайших представителей самобытной реюньонской культуры, Панграни популяризировал её как в континентальной Франции, так и на международной арене.